# Jacob Abels
Jacobus Theodorus Abels (* 1. September 1803 in Amsterdam; † 18. Juni 1866 in Abcoude) war ein niederländischer Landschaftsmaler.

## Leben und Werk
Abels war Schüler von Jan van Ravenswaay. Er unternahm 1826 eine Studienreise nach Deutschland und ließ sich dann in Hilversum nieder. Er heiratete die Tochter des Malers Pieter Gerardus van Os. Er lebte und arbeitete 1828 in Baarn, von 1830 bis 1848 in Den Haag, bis 1857 in Haarlem, bis etwa 1865 in Arnheim, dann in der Künstlerkolonie Oosterbeek in der Gemeinde Renkum.

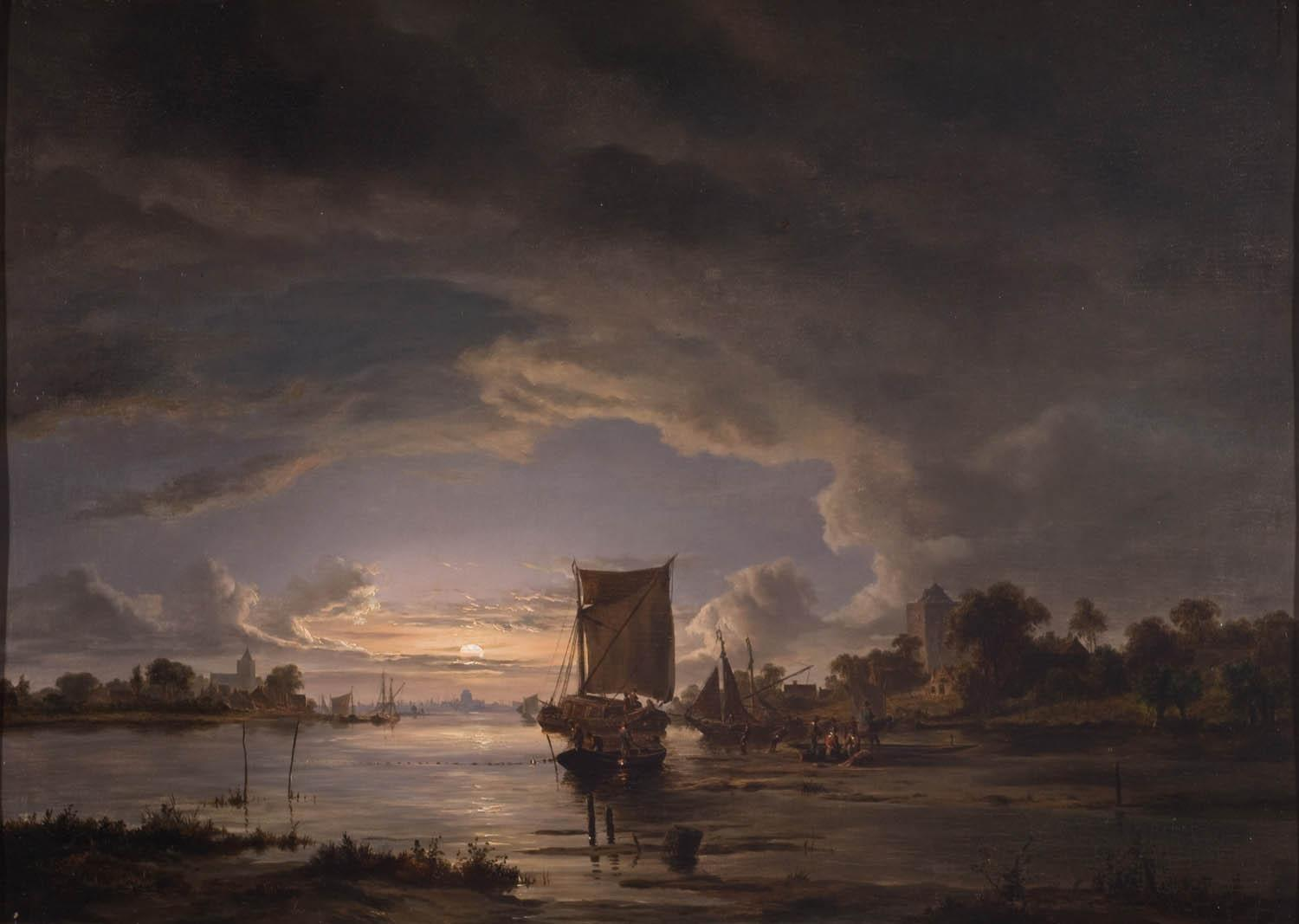
Weite Flusslandschaft mit Segelboot

In seiner Anfangszeit malte er Sommerlandschaften, später Fluss- und Stadtansichten bei Mondschein, im Stil von Aert van der Neer. Neben den Ölgemälden schuf er viele Aquarelle und Zeichnungen. Pieter Gerardus und Pieter Frederik van Os, Johannes Hubertus Leonardus de Haas und Simon van den Berg haben seine Werke mehrmals kopiert. Er war Mitglied der Amsterdamer Koninklijke Akademie van Beeldende Kunsten.